# Chrysocale ferens
Chrysocale ferens là một loài bướm đêm thuộc phân họ Arctiinae, họ Erebidae.